# Лазько, Емельян Михеевич
Емельян Михеевич Лазько (1905, Львовское, Кубанская область — не ранее 1955) — директор Северской МТС Краснодарского края, Герой Социалистического Труда (06.05.1948).

## Биография
Родился в с. Львовское (ныне — в Северском районе Краснодарского края).
С середины 1930-х гг. директор Северской МТС Ильского района Краснодарского края.
В период немецкой оккупации (август 1942 — январь 1943) — командир партизанского отряда «Иль». Награждён орденом Красной Звезды (15.11.1943).
После освобождения района от фашистов — снова директор Северской МТС (до 1958 года).
Герой Социалистического Труда (06.05.1948) — за получение высоких урожаев в колхозах зоны обслуживания МТС.
Сочинения:
- Лазько Е., Чирков П. Как мы будем убирать кукурузу (Северская МТС. Краснодарский край) // Сельское хозяйство. — 1955. — 6 авг.

Его именем названа улица в станице Северская.